# 1105 dans les croisades
Cette page regroupe les évènements concernant les Croisades qui sont survenus en 1105 : 
- 28 février : mort de Raymond de Saint-Gilles devant Tripoli (Liban). Son cousin Guillaume de Cerdagne lui succède[1].
- 20 avril : Tancrède de Hauteville vainc à Tizin les Turcs de l'émir d'Alep[1].
- 27 août : troisième bataille de Ramla[2].